# Experiment van Avery, MacLeod en McCarty
Het experiment van Avery, MacLeod en McCarty was een experiment waarmee de Amerikaanse genetici Oswald Avery (1877-1955), Colin MacLeod (1909-1972) en Maclyn McCarty (1911-2005) in 1944 aantoonden dat DNA de chemische stof is waarmee erfelijke eigenschappen tussen organismen worden doorgegeven. 
De drie geleerden werkten in het het medisch laboratorium van de Rockefeller-universiteit in New York. Hun ontdekking was het resultaat van een wetenschappelijke zoektocht gedurende de jaren 30 en 40 naar de oorzaak van transformatie in bacteriën. Transformatie was in 1928 ontdekt bij het experiment van Griffith. 
Avery, MacLeod en McCarty publiceerden hun ontdekking in het Journal of Experimental Medicine van februari 1944. De ontdekking dat eigenschappen in bacteriën doorgegeven worden door middel van DNA was voldoende aanleiding om te veronderstellen dat DNA bij hogere organismen overeenkomt met genen. De ontdekking ging in tegen de in die tijd heersende verwachting dat eiwitten verantwoordelijk zijn voor de overdracht van eigenschappen. In 1952 zou het resultaat bevestigd worden door het experiment van Hershey en Chase.